# Дебошир (фільм)

## Про фільм
Дебошир — американський кримінально-драматичний фільм виробництва 2018 року. Режисер і сценарист. Продюсери Мері Алое та Артур Л. Бернштейн.
Світова прем'єра відбулася 18 січня 2019 року; прем'єра в Україні — 17 грудня 2020-го.

## Стислий зміст
Фільм засновано на реальних подіях.
Легендарний боксер Чак Вепнер починав з самих низів та одного разу опинився на одному ринзі з самим Мухаммедом Алі. Саме кар'єра Чарлі Вепнера послужила сюжетом для фільмів Сталлоне. «Реальний Роккі» — як його досі зовуть, прожив неймовірне життя, що складалося з американських гірок: низки крутих злетів і жорстоких падінь. Чак підіймався з бруду, щоб перемагати на рингу. А потім знову падав в бруд, піддавшись владі випивки.
Бокс, жінки, перемоги і поразки — в історії легенди.

## Цікавинки
- Історія Чака Вепнера надихнула на створення фільму «Роккі» (1976).
- У фільмі знову разом грають Емі Смарт і Вільям Лі Скотт після їх появи в «Ефекті метелика» (2004).
- Джеймс Браун співав на ринзі під час бою Мухаммеда Алі проти Чака Вепнера.

## Знімались
- Зак Макгоун — Чак Вепнер
- Емі Смарт — Лінда Вепнер
- Терін Меннінг — Філліс Вепнер
- Джо Пантоліано — Ал Браверман
- Берт Янг — Сальваторе
- Джейсон Джеймс Ріхтер — Джон Олсон
- Нік Леб — Донні Вепнер
- Ентоні Мангано — Сильвестр Сталлоне
- Роберт Клогессі — Ентоні Манго
- Бетсі Бейтлер — Донна
- Вільям Лі Скотт — Арлі Скотт